# Maggie Wheeler
Maggie Wheeler, pseudonimo di Margaret Emily Jakobson (New York, 7 agosto 1961), è un'attrice statunitense.
È meglio conosciuta per il suo ruolo ricorrente di Janice nella sitcom Friends (1994-2004).
Precedentemente fidanzata con l'attore David Duchovny, è sposata dal 1990 con Daniel Borden Wheeler da cui prese il cognome e da cui ha avuto due figlie.

## Filmografia parziale

### Cinema
- Soup for One, regia di Jonathan Kaufer (1982)
- Portfolio, regia di Robert Guralnick (1983)
- Qualcuno da amare (Someone to Love), regia di Henry Jaglom (1987)
- Le prime immagini dell'anno nuovo (New Year's Day), regia di Henry Jaglom (1989)
- Mortal Sins, regia di Yuri Sivo (1989)
- Genitori in trappola (The Parent Trap), regia di Nancy Meyers (1998)
- It's Not You, It's Me, regia di Nathan Ives (2013)
- The3Tails Movie: A Mermaid Adventure, regia di Andrés Garretón e Meredith Scott Lynn (2015)

### Televisione
- Seinfeld - serie TV, episodio 3x16 (1992)
- X-Files - serie TV, episodio 1x22 (1994)
- Will & Grace - serie TV, episodio 4x15 (2002)
- Friends - serie TV, 19 episodi (1994-2004)
- Ellen - serie TV, 13 episodi (1994-1996)
- Tutti amano Raymond (Everybody Loves Raymond) - serie TV, 12 episodi (1996-2004)
- CSI - Scena del crimine (CSI: Crime Scene Investigation) - serie TV, episodio 3x20 (2003)
- Paine Management, regia di Taz Goldstein - film TV (2005)
- E.R. - Medici in prima linea (ER) - serie TV, 1 episodio (2006)
- How I Met Your Mother - serie TV, episodio 3x07 (2007)
- Senza traccia (Without a Trace) - serie TV, 1 episodio (2009)
- Curb Your Enthusiasm - serie TV, 1 episodio (2011)
- Californication - serie TV, 5 episodi (2013)
- A tutto ritmo (Shake It Up) - serie TV, 2 episodi (2011-2013)
- Shameless - serie TV, 2 episodi (2018)
- Friends: The Reunion, regia di Ben Winston - special TV (2021)

### Doppiatrice
- SilverHawks - serie TV, 65 episodi (1986)
- Kim Possible - serie TV, 1 episodio (2004)
- Glenn Martin - Dentista da strapazzo (Glenn Martin, DDS) - serie TV, 1 episodio (2010)
- Archer - serie TV, 6 episodi (2009-2012)
- La famiglia Addams (The Addams Family), regia di Greg Tiernan e Conrad Vernon (2019)

## Doppiatrici italiane
Nelle versioni in italiano delle opere in cui ha recitato, Maggie Wheeler è stata doppiata da:
- Maura Cenciarelli in Friends (st. 1-3, 7-10), Shameless
- Alessandra Cassioli in Tutti amano Raymond, Californication
- Franca D'Amato in The Closer, Perception
- Tenerezza Fattore in Friends (ep. 4x15, 5x12, 6x17)
- Monica Gravina in X-Files
- Cristina Boraschi in Seinfeld
- Irene Di Valmo in Will & Grace
- Cristina Piras in Friends: The Reunion

Da doppiatrice è stata sostituita da:
- Antonella Baldini in SilverHawks (Cuore D'Acciaio)
- Serena Spaziani in SilverHawks (Melodia)
- Emanuela D'Amico in Archer
- Francesca Fiorentini ne La famiglia Addams